# Seiyu Awards
Премія Seiyu Awards (яп. 声優アワード, Seiyū Awādo) — церемонія нагородження за видатні досягнення у сфері озвучування в аніме та інших медіа в Японії. Перша церемонія Seiyu Awards відбулася 3 березня 2007 року в 3D-театрі Токійського аніме-центру в Акіхабарі.

## Церемонії нагородження
| 1-ша церемонія Seiyu Awards  | 3 березня 2007  | 3D театр Акіба                                 |
| 2-га церемонія Seiyu Awards  | 8 березня 2008  | UDX театр                                      |
| 3-тя еремонія Seiyu Awards   | 7 березня 2009  | UDX театр                                      |
| 4-та церемонія Seiyu Awards  | 6 березня 2010  | UDX театр                                      |
| 5-та церемонія Seiyu Awards  | 5 березня 2011  | UDX театр                                      |
| 6-та церемонія Seiyu Awards  | 3 березня 2012  | Зал JOQR Media Plus                            |
| 7-ма церемонія Seiyu Awards  | 2 березня 2013  | Зал JOQR Media Plus                            |
| 8-ма церемонія Seiyu Awards  | 1 березня 2014  | Зал JOQR Media Plus                            |
| 9-та церемонія Seiyu Awards  | 7 березня 2015  | Зал JOQR Media Plus                            |
| 10-та церемонія Seiyu Awards | 12 березня 2016 | Зал JOQR Media Plus                            |
| 11-та церемонія Seiyu Awards | 18 березня 2017 | Зал JOQR Media Plus                            |
| 12-та церемонія Seiyu Awards | 3 березня 2018  | Зал JOQR Media Plus                            |
| 13-та церемонія Seiyu Awards | 9 березня 2019  | Зал JOQR Media Plus                            |
| 14-та церемонія Seiyu Awards | 7 березня 2020  | Церемонія не відбулася через пандемію COVID-19 |
| 15-та церемонія Seiyu Awards | 6 березня 2021  | Зал JOQR Media Plus                            |
| 16-та церемонія Seiyu Awards | 5 березня 2022  | Зал JOQR Media Plus                            |
| 17-та церемонія Seiyu Awards | 11 березня 2023 | Зал JOQR Media Plus                            |
| 18-та церемонія Seiyu Awards | 9 березня 2024  | Зал JOQR Media Plus                            |

## Нагороди
- Премія «Сейю» за найкращу чоловічу роль у головній ролі
- Премія «Сейю» за найкращу жіночу роль у головній ролі
- Премія «Сейю» за найкращу чоловічу роль другого плану
- Премія «Сейю» за найкращу жіночу роль другого плану
- Премія Сейю за найкращого актора-початківця
- Премія Сейю за найкращу актрису-початківця